# Bandera de Rússia
La bandera de Rússia és una bandera tricolor composta per tres franges horitzontals d'igual amplària, sent blanca la superior, blava la central i vermella la inferior. Va ser la bandera oficial de la Rússia tsarista des del segle xvi fins a la revolució bolxevic d'octubre del 1917 amb la posterior formació de la República Socialista Federada Soviètica de Rússia. La bandera va ser adoptada de nou oficialment per Rússia el 22 d'agost de 1991.
Una llegenda popular situa l'origen de la bandera de Rússia en una visita que va realitzar el tsar Pere el Gran als Països Baixos el 1699. El tsar, que estava allà per aprendre sobre la construcció de vaixells, es va adonar de la necessitat de dotar a la seva futura marina d'una bandera. Va basar la bandera de Rússia en la dels Països Baixos, però triant els colors russos (la bandera dels Països Baixos d'aquella època era taronja, blanca i blava, i no tenia vermell). Aquesta història, encara que àmpliament estesa, és una llegenda, ja que un llibre alemany de banderes de 1695 ja descrivia una bandera similar pertanyent al tsar de Moscòvia (de fet se sap que el 1667 ja la portava hissada l'Oriol, un vaixell de la marina russa).
Els tres colors provindrien de l'escut del Ducat de Moscou, en el qual apareix Sant Jordi amb una armadura blanca, cavalcant un cavall blanc, duent una capa i un escut blaus, sobre un fons vermell. Encara que una altra versió diu que aquests colors provindrien de les vestidures de la Mare de Déu, protectora de Rússia.
Aquesta bandera, que es va usar com ensenya naval des del segle xvii, va ser adoptada per a la marina mercant el 1705. I el 7 de maig de 1883 es va autoritzar el seu ús en terra ferma, convertint-se oficialment en la bandera nacional de Rússia.
Després de la revolució russa de 1917, els bolxevics van canviar la bandera per una altra tota vermella amb les sigles РСФСР, o RSFSR (República Socialista Federativa Soviètica Russa) en ciríl·lic, en el cantó superior del costat d'on va el pal. El 1954, es va adoptar una nova bandera similar a la de la Unió Soviètica però amb una franja vertical blava en el costat del màstil.
El 22 d'agost de 1991 es reintroduí la bandera tricolor, però amb els colors lleugerament diferents a l'original i la proporció a 1:2. L'11 de desembre de 1993 el president de la Federació Russa, Borís Ieltsin va signar l'edicte núm. 2126 pel que es modificava la bandera a l'actual (colors originals i proporció 2:3).

## Banderes històriques

Bandera oficial entre 1858-1883 que no va arribar a imposar-se.
Bandera de Rússia per a ús particular (1914-1917).
Bandera de la RSFS de Rússia (1918-1954).
Bandera de la RSFS de Rússia (1954-1991). Proporció: 1:2
Bandera de Rússia (1991-1993). Proporció: 1:2

## Altres banderes

Estendard presidencial
Bandera de l'Armada
Pavelló de Proa
Bandera de les Tropes Aerotransportades
Bandera de la Victòria